# الکس لا
الکس لا (انگلیسی: Alex Law؛ ۱۹ اوت ۱۹۵۲—۲ ژوئیهٔ ۲۰۲۲) کارگردان فیلم، فیلم‌نامه‌نویس و تهیه‌کننده اهل هنگ کنگ بود.
از فیلم‌هایی که وی در آن‌ها نقش داشته‌است، می‌توان به خواهران سونگ اشاره نمود.